# Lego Ninjago
LEGO Ninjago (prije 2019. LEGO Ninjago: Masters of Spinjitzu) je američko-danska računalno animirana televizijska serija koju su razvila i napisala braća Dan i Kevin Hageman koji su scenarij pisali do devete sezone. U seriji je riječ je o šest mladih ninja koji ujedinjeni uz pomoć svojih moći pomažu stanovnicima Ninjaga i spašavaju svijet. Tim je skupio Sensei Wu kako bi zaštitio Ninjago od Lorda Garmadona. Međutim, ninje se kasnije moraju suočiti i s drugim negativcima. Serija je izvorno razvijena kako bi se podudarala s linijom igračaka tvrtke Lego.
Premijera je bila 14. siječnja 2011. na televizijskoj mreži Cartoon Network. U Hrvatskoj serija se prikazivala od 2012 do 2020. na kanalima Nova TV, Mini TV, RTL i RTL Kockica. Od 1. studenoga 2020. deveta i deseta sezona su dotupne sinkronizirane na Netflixu.
Epizode su trajale po 22 minute, a od 2019. 11 minuta.
Serija je završila u listopadu 2022., sa petnaestom sezonom Crystalized, ali od 2023. priča se nastavlja u novoj seriji LEGO Ninjago: Uspon zmajeva koja nije dio originalne serije.

## Likovi
Ovo je popis likova serijala LEGO Ninjago:
Kai je crveni ninja vatre, Nyjin stariji brat. Sin je Raya, majstora vatre, i Maye, majstorice vode. Nakon smrti roditelja radio je kao kovač u njihovoj kovačnici u selu Ignacia sa svojom sestrom dok nije upoznao Senseia Wua. Naime, tada su njegovu sestru oteli Kosturi koji su radili za Lorda Garmadona. Kaija, potaknuta tim događajem, Sensei Wu počeo je trenirati, a tada je i upoznao ostatak svojega tima: Colea, Jaya, Zanea, a, nakon što su spasili njegovu sestru i porazili Kosture te je Garmadon pobjegao, upoznao je Lloyda.
Cole je crni ninja zemlje. Sin je Lilly i glazbenika Loua. On je poslao Colea u Umjetničku školu Martyja Oppenheimera gdje je učio plesati. Cole je pak napustio školu i Sensei Wu uzeo ga je pod svoje okrilje. Kasnije je spletom okolnosti postao duh.
Jay Walker (rođen kao Jay Gordon, posvojen) jest plavi ninja munje. Biološki je sin Cliffa Gordona i njegove žene, on je bio poznat glumac koji je oporukom Jayu ostavio bogatstvo. Jay je tek tada saznao da je posvojen jer su ga odgajali Ed i Edna Walker. Jay je najbezbrižniji i najsmješniji od svih ninja iako je obično samo sebi smiješan. Nyjin je dečko.
Zane je bijeli ninja leda i prvi ikada izrađeni Nindroid. Zane u početku nije znao da je robot i svi su jednostavno mislili da je čudan. Kasnije je otkrio istinu i, nakon nekog vremena, susreo se sa svojim izumiteljem-ocem, doktor Julienom. Ipak, on je umro. Brat mu je Echo Zane. 
Lloyd (puno ime: Majstor Lloyd Montgomery Garmadon) jest legendarni zeleni ninja, gospodar energije, bivši je zlatni ninja. On je trenutačni vođa tima ninja. Sin je Garmadona i Misako, Wuov je nećak te unuk Prvog Majstora Spinjitzua. Umjetno je odrastao iz djeteta u tinejdžera. Kao dijete bio je razmažen i devijantan, ali, kada je odrastao, postao je tih i zreo mladić. 
Nya je ninja vode i jedno s morem. Kaijeva je mlađa sestra. U početku nije bila ninja, nego je momcima pomagala na druge načine, a bila je i Samurai X. Tek je kasnije otkrila da je njezina majka bila elementarna majstorica vode. Ona je snažna i šarmantna. Majka joj je u 14. sezoni rekla da je nazvana po Nyad, prvoj majstorici vode.
Majstor Wu (poznatiji kao Sensei Wu) jest mudar i jak starac, inače sin Prvog Majstora Spinjitzua. Mentor je ninjama i majstor stvaranja, Spinjitzua i mnogih drugih vještina. Lord Garmadon njegov je brat, a Misako, u koju se zaljubio, šogorica i majka njegova nećaka Lloyda. Prije trenutačnih učenika, imao je učenika Morra, majstora vjetra, koji je postao zao, a onda umro pa se kasnije vratio kao duh.

## Vanjske poveznice
- Ninjago_Wiki
- Lego.com